# زاثورا (عارض مستندات)
زاثورا (بالإنجليزية: Zathura)‏ هو عارض مستندات حُرّ يأتي كمكون إضافي. يُوفِّر إضافات لملفات بي دي إف (عبر بوبلر أو مو بي دي إف [الإنجليزية]) وبوست سكريبت وديجافو. أهمُّ مِيزةٍ في التطبيق هي قابليتهُ على التخصيص.
توجد حُزم رسميَّة متوفرة للتطبيق في آرش لينكس، دبيان، فيدورا، جنتو، أوبن بي إس دي، أوبن سوزي، سورس مايج، أوبونتو، وحُزمة غير رسميَّة لماك أو إس مُقدَّمة من ماك بورتس [الإنجليزية].
سُميّ البرنامج بهذا الاسم، بناءً على اسم كتاب زاثورا [الإنجليزية] لعام 2002، وفيلم زاثورا مغامرات الفضاء لعام 2005.

## التاريخ
بدأ تطوير زاثورا في 12 أغسطس 2009. في 18 سبتمبر 2009، تمَّ الإعلان عن الإصدار 0.0.1 لمُجتمع آرش لينكس.
كان زاثورا أحد حُزم آرش لينكس الرسمية منذ أبريل 2010. وقد كان حزمة رسميَّة لدبيان منذ عام 2011 على الأقل، كجزء من دبيان سكويز ‏. 

## انظُر أيضًا
- قائمة برمجيات بي دي إف [الإنجليزية]

## روابط خارجيَّة
- الموقع الرسمي
- قائِمة آرش لينُكس لعارضي المُستندات